# Bindeordsled
Et bindeordsled (også konjunktional eller bindeled) er et sætningsled der forbinder to sproglige enheder, for eksempel to sætninger.
På dansk er bindeordsleddet sammenfaldende med bindeordene.